# Osiedle Olsztyńskie (Bełchatów)
Osiedle Olsztyńskie – osiedle mieszkaniowe Bełchatowa z domkami jednorodzinnymi, położone w północno-wschodniej części miasta.
Dawniej na terenie dzisiejszego osiedla leżała wieś Olsztyn, która 1 stycznia 1925 roku została dołączona do Bełchatowa. Znajduje się tu parafia pw. Matki Boskiej Nieustającej Pomocy, do parafii należą także wsie: Dobrzelów, Myszaki, Niedyszyna. Główną ulicą jest ulica Olsztyńska, dzieląca osiedle na dwie części. Rzeka Rakówka jest północną granicą osiedla.
Osiedle Olsztyńskie od południowego zachodu graniczy z osiedlem Żołnierzy POW.